# Feinschneiden
Feinschneiden ist ein Fertigungsverfahren zum spanlosen Trennen und, wahlweise, gleichzeitigem Umformen von Metall. Es erlaubt die Fertigung hochpräziser Teile.
Im Gegensatz zum normalen Stanzen wird beim Feinschneiden das Rohmaterial der Schnittkontur folgend mittels einer sogenannten Ringzacke festgehalten. Erst dann schneidet ein Stempel mit der gewünschten Form das Metall. In Verbindung mit einem wesentlich verringerten Schneidspalt (ca. 0,5 % der Blechdicke) erreicht man einen zylindrischen Schnittanteil von bis zu 100 % der Blechdicke.
Wahlweise können in weiteren Schritten innerhalb des gleichen Arbeitsganges Umformungen oder Prägungen am Metall vorgenommen werden. Deshalb wird immer mehr von Feinschneiden/Umformen (engl. fineblanking/forming) gesprochen.
Das Feinschneiden benötigt im Vergleich zum Normalschneiden eine dreifachwirkende Presse, die sich durch eine besonders hohe Führungsgenauigkeit des Stößels und einen steifen Pressenrahmen auszeichnet. Beim Feinschneiden wird das Werkstück über einen „Auswerfer“ ins Werkzeug zurückgedrückt um anschließend über die sogenannte „Gegenhalterkraft“ ausgestoßen und anschließend ausgeblasen bzw. ausgeräumt zu werden. Bei mechanischen Feinschneidpressen und kleinen Stanzteilen werden oft Hubzahlen > 120 Hub/min erreicht.

## Geschichte
Feinschneiden wurde 1920 in der Schweiz von Fritz Schiess-Forrer erfunden und 1922 patentiert. Der Erfinder von Feinschneiden und Firmengründer der Fritz Schiess AG hat seine eigene Schiess-Feinschneidpressen gebaut (30–300 t Pressekraft), die neben neuen Pressen im eigenen Betrieb bis heute noch verwendet werden. Ab 1923 wurden kreisringförmige Beilagscheiben als Standardbauteile feingeschnitten. Das weltweit erste nach Kundenzeichnung gefertigte Feinschneidteil war eine sogenannte Schlagnase (Kreisring mit radialem Steg nach außen) als Herz eines elektrischen Schalters für die öffentliche Beleuchtung. Dieser Teil wurde bis 1969 produziert und dient als Firmenlogo. Bis Mitte 2016 wurden von der im Familienbesitz befindlichen Fritz Schiess AG in Lichtensteig, Kanton Sankt Gallen über 6.800 Teile und Baugruppen nach Kundenwunsch (Automobilindustrie, Textil, Handgeräte und Apparatebau, Haustechnik, Maschinenbau) hergestellt. Mit der Mondlandung 1969 landeten unter anderem mehrere Dutzend Schiess-Teile auf dem Mond in Hasselblad-Kameras verbaut. Ab 1957 haben verschiedene Firmen, darunter auch der Werkzeugbauer Fritz Bösch, sich mit dem Thema Feinschneiden beschäftigt und es 1959 der industriellen Nutzung zugeführt. Aus einer Garagenfirma entstand das Unternehmen Feintool. Anfänglich wurden vorwiegend Präzisionsteile für mechanische Büromaschinen produziert. Nachdem dieser Markt mit dem Aufkommen von elektronischen Büromaschinen zerfiel, fand eine Ausweitung auf alle Gebiete statt, in welchen präzise Metallteile in hoher Stückzahl erforderlich sind. Wichtiger Anwender der Technologie ist die Automobilindustrie.

## Technologie und Grenzen
Die Feinschneidtechnologie eignet sich für fast alle Metallarten, in Dicken von zirka 0,5–16 mm. Das Gewicht der geschnittenen Teile geht von 1 Gramm bis 3 kg. Einflussfaktoren für den erfolgreichen Einsatz der Technologie sind die Präzision der Werkzeuge und Kenntnisse der Verformungseigenschaften des verwendeten Metalls. Ein wesentliches Merkmal ist, dass die Teile präziser geschnitten und geformt werden können als beim bekannteren Stanzen.